# Stomiopera
Stomiopera är ett litet fågelsläkte i familjen honungsfåglar inom ordningen tättingar. Släktet omfattar endast två arter som förekommer i norra Australien:
- Enfärgad honungsfågel (S. unicolor)
- Gul honungsfågel (S. flava)

Släktet inkluderas tidigare i Lichenostomus.